# Eudejeania atrata
Eudejeania atrata là một loài ruồi trong họ Tachinidae.